# 넥서스 4
구글 넥서스 4(Google Nexus 4, 코드네임 메이코 (mako))는 LG전자가 제조하고, 구글이 판매하는 구글 넥서스 시리즈의 네번째 안드로이드 스마트폰으로, 4.2 젤리빈의 레퍼런스기기이며, 갤럭시 넥서스의 후속제품이다.
2012년 10월 29일 구글 본사에서 열릴 안드로이드 이벤트에서 발표될 예정이었으나, 허리케인 샌디로 인해 행사가 취소되고,구글 공식블로그를 통해 공개되었으며, 2012년 11월 13일에 출시되었다.
출고가는 8 GB 299 $, 16 GB 349 $로 책정되었다.

## 연혁
- 2012년 10월 29일 : 안드로이드 이벤트에서 공개될 예정이었으나 허리케인 샌디로 인하여 행사가 취소되고[1], 구글 공식블로그를 통해 제품 공개[2]
- 2012년 11월 13일 : 제품 출시[3]
- 2013년 5월 29일 : 넥서스 4 화이트 색상 출시[4]
- 2013년 7월 24일 : 4.3 젤리빈 업그레이드[5]
- 2013년 11월 14일 : 4.4 킷캣 업그레이드[6]
- 2014년 11월 15일 : 5.0 롤리팝 업그레이드
- 2014년 12월 16일 : 5.0.1 롤리팝 업그레이드
- 2015년 4월 14일 : 5.1.0 롤리팝 업그레이드[7]

## 디스플레이
ITO 터치필름 대신 디스플레이와 커버유리에 ITO를 코팅한 G2 터치스크린패널을 적용하여 기존의 GFF나 G1F방식의 터치스크린 패널에 비해 공기층을 줄여 두께와 무게를 줄였다.

## 외형

### 뒷면
유리를 사용하였으며, 크리스탈 리플렉션(Crystal Reflection) 공법으로 가공하여 빛이 들어오는 각도에 따라 색상이 다르게 보인다.

### LED알림등
본체 앞면의 아랫부분에 다양한 색상을 표출하는 알림등이 탑재되어 다양한 상황을 알림등을 통해 확인이 가능하다.
현재 공식 안드로이드에서는 일부 앱의 알림을 지원하며(페이스북:파란색, 카카오스토리:빨간색 등), Custom Rom에서는 커스터마이징이 가능하다.

## 운영 체제/소프트웨어

### 안드로이드 4.2 젤리빈
안드로이드 OS 4.2 젤리빈의 레퍼런스 제품으로써 4.2 젤리빈을 처음으로 탑재하여 출시하였다.
2012년 11월 27일 4.2.1 젤리빈으로, 2013년 2월 11일 4.2.2 젤리빈으로 업그레이드 되었다.

### 안드로이드 4.3 젤리빈
2013년 7월 24일 4.3 젤리빈으로 업그레이드되었다.

### 안드로이드 4.4 킷캣
2013년 11월 14일 4.4 킷캣, 2013년 12월 6일 4.4.1 킷캣, 2013년 12월 10일 4.4.2 킷캣으로 업그레이드 되었다.

### 안드로이드 5.0 롤리팝
2014년 11월 15일 5.0 롤리팝이 처음 릴리즈 되었고, 2014년 12월 16일 일부 버그가 수정된 5.0.1 롤리팝이 배포되었다.

### 안드로이드 5.1 롤리팝
2015년 4월 13일 5.1 롤리팝으로 업그레이드 되었다. 2015년 8월 6일 일부 버그와 Stagefright 취약점이 수정된 5.1.1 롤리팝이 배포되었다.

## 출시 국가

### 2012년11월 13일
- 미국
- 영국
- 오스트레일리아
- 캐나다
- 독일
- 프랑스

### 2013년5월 29일
- 대한민국

## 같이 보기
- 넥서스 5
- 갤럭시 넥서스
- 넥서스 10
- 넥서스 7

## 사진

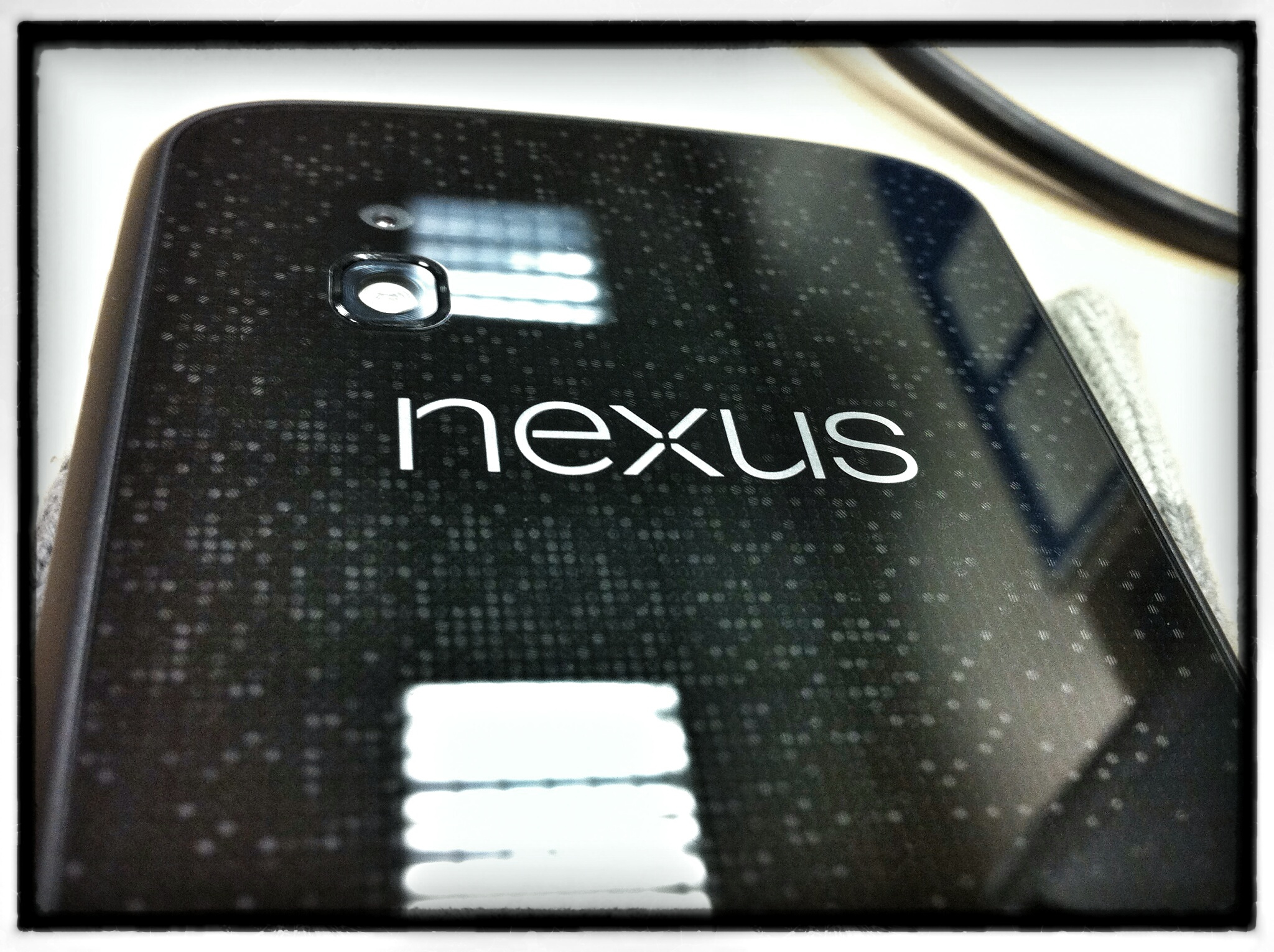
넥서스 4의 뒷면, 크리스탈 리플렉션 공법이 적용되었다.